# ادوارد بروس هملی
سپهبد سر ادوارد بروس هملی (به انگلیسی: Edward Bruce Hamley)؛ (۲۷ مارس ۱۸۲۴ – ۱۲ اوت ۱۸۹۳) یک ژنرال نظامی بریتانیایی و نویسنده نظامی و سیاستمدار محافظه کار بود که در مجلس عوام از سال ۱۸۸۵ تا سال ۱۸۹۲ شرکت داشت.

## اوایل زندگی
هملی جوانترین پسر معاون دریاسالار ویلیام هملی بود و در بودمین به دنیا آمد و در ۱۸۴۳ وارد توپخانه سلطنتی شد.